# Deelwoord
Het deelwoord of participium is een onbepaalde werkwoordsvorm. Het woord deelwoord duidt aan dat het woord eigenschappen deelt van zowel werkwoorden als naamwoorden.

## Het deelwoord in het Nederlands
Het Nederlands kent twee verschillende deelwoorden. 
- Het onvoltooid deelwoord, tegenwoordig deelwoord, of participium praesens wordt gevormd door de infinitief + -d(e)(n): lopend, gaande en is actief, wat betekent dat de woordgroep het aanvallende leger aanduidt dat het leger zelf aanvalt.
- Het voltooid deelwoord, verleden deelwoord, of participium perfectum wordt bij zwakke werkwoorden gevormd door de werkwoordstam met het achtervoegsel -t of -d, vaak in combinatie met het voorvoegsel ge-: gewerkt, gewoond.
Bij sterke en onregelmatige werkwoorden is dit achtervoegsel echter -(e)n, en er treedt vaak klinkerverandering op: gegaan, gelopen, gebleven. Ook het voltooid deelwoord is actief; immers het aanvallende leger zal na de actie aangevallen hebben.
Daarnaast is er nog het passief deelwoord (ook: lijdend deelwoord), maar dat heeft dezelfde vorm als het voltooid deelwoord, en kan daardoor tot dezelfde vormcategorie worden gerekend: (is) geslagen, (werd) geboend. De zinsnede het aangevallen leger duidt zo op het leger dat voorwerp is of geweest is van een vijandelijke aanval.

## Het deelwoord in het Latijn
Het Latijn kent naast een tegenwoordig en verleden deelwoord ook een toekomend deelwoord, dat net als het tegenwoordig deelwoord actief is en, in het geval van lopen, letterlijk vertaald wordt als zullende lopen.

## Het deelwoord in het Esperanto
Het Esperanto kent 6 verschillende vervoegingen voor de deelwoorden; actieve en passieve voor het verleden, heden en toekomst. Deze deelwoorden worden als volgt gevormd:
|         | Verleden tijd | Tegenwoordige tijd | Toekomende tijd |
| ------- | ------------- | ------------------ | --------------- |
| Actief  | -int-         | -ant-              | -ont-           |
| Passief | -it-          | -at-               | -ot-            |

Bijvoorbeeld, een falonta botelo is een fles die zal vallen. Een falanta botelo is een fles die aan het vallen is. Nadat de fles de grond raakt is het een falinta botelo, een gevallen fles. Deze voorbeelden gebruiken de actieve deelwoorden, maar het gebruik van de passieve deelwoorden is vergelijkbaar. Een taart die zal worden gedeeld is een dividota kuko. Wanneer de taart in het proces van het verdelen zit dan is het een dividata kuko. En nadat de taart gesneden is, is het een dividita kuko geworden.
Deze deelwoorden kunnen worden gebruikt in combinatie met het werkwoord zijn, esti. Hieruit volgen 18 samengestelde tijden (9 actieve en 9 passieve). Echter, wordt dit al snel ingewikkeld en is het vaak onnodig. Het wordt vaak alleen gebruikt als een exacte vertaling vereist is vanuit een andere taal. Een voorbeeld hiervan is la knabo estos instruita (de jongen zal onderwezen zijn). Deze voorbeeldzin is in de voltooid toekomende tijd.
Als het achtervoegsel -o wordt gebruikt in plaats van -a, dan verwijst het deelwoord naar een persoon. Een manĝanto is iemand die aan het eten is. Een manĝinto is iemand die heeft gegeten. Een manĝonto is iemand die zal eten. Daarnaast is een manĝito iemand die gegeten is, een manĝato is iemand die gegeten wordt en een manĝoto is iemand die gegeten zal worden.
Deze regels zijn van toepassing op alle werkwoorden zonder uitzonderingen.
Een informele toevoeging aan dit systeem van 6 deelwoorden zijn deelwoorden voor de voorwaardelijke wijs, die -unt- gebruiken. Hiervan worden over het algemeen alleen de actieve deelwoorden gebruikt. Een "komencunto" is bijvoorbeeld iemand die begonnen zou zijn en een "parolunto" is iemand die gesproken zou hebben.